# Azilia integrans
Espèce
Synonymes
- Arochoides integrans Mello-Leitão, 1935

Azilia integrans est une espèce d'araignées aranéomorphes de la famille des Tetragnathidae.

## Distribution
Cette espèce est endémique de l'État de São Paulo au Brésil,. Elle se rencontre vers Ribeira.

## Description
Le mâle subadulte holotype mesure 5,5 mm.

## Systématique et taxinomie
Cette espèce a été décrite sous le protonyme Arochoides integrans par Mello-Leitão en 1935. Elle est placée dans le genre Azilia par Benavides et Hormiga en 2020.

## Publication originale
- Mello-Leitão, 1935 : Dois novos Mimetidae do Brasil méridional, com algumas notas sobre a familia. Annaes da Academia Brasileira de Sciencias, vol. 7, p. 323-327.